# Proceedings of the Royal Society of Victoria
Proceedings of the Royal Society of Victoria (abreviado Proc. Roy. Soc. Victoria) fue una revista ilustrada con descripciones botánicas que fue editada por la Royal Society of Victoria. Comenzó su publicación en el año 1888. Fue precedida por Transactions and Proceedings of the Royal Society of Victoria.